# حكومة تبون
حكومة الجزائر 2017 أو حكومة تبون هي حكومة شكلها رئيس الجمهورية بعد تنصيب المجلس الشعبي الوطني الجديد (الغرفة الأولى للبرلمان).
وهذا بعد ما تمت الانتخابات التشريعية الجزائرية 2017 جُدد تشكيل المجلس الوطني ثم الحكومة.
وفي 24 ماي 2017 عين الرئيس الجزائري عبد العزيز بوتفليقة عبد المجيد تبون وزير السكن السابق رئيسا للوزراء خلفا لعبد المالك سلال، وكلف أعضاء الحكومة المغادرة بتسيير الشؤون الجارية لقطاعاتهم في انتظار تعيين الحكومة الجديدة".
وفي 25 مايو 2017 عين رئيس الجمهورية عبد العزيز بوتفليقة أعضاء الحكومة الجديدة التي يرأسها الوزير الأول عبد المجيد تبون.
انتهت عهدة هذه الحكومة بإنهاء رئيس الدولة لمهام الوزير الأول عبد المجيد تبون في 15 أغسطس 2017.

## قائمة وزراء حكومة عبد المجيد تبون[4]
| الترقيم | المنصب                                                          | الوزير               | الحكومات أو سبقه |
| ------- | --------------------------------------------------------------- | -------------------- | ---------------- |
| 1       | نائب وزير الدفاع رئيس أركان الجيش الوطني الشعبي                 | أحمد قايد صالح       | حكومة سلال       |
| 2       | وزير الشؤون الخارجية                                            | عبد القادر مساهل     | حكومة سلال       |
| 3       | وزير الداخلية والجماعات المحلية وتهيئة الإقليم                  | نور الدين بدوي       | حكومة سلال       |
| 4       | وزير العدل حافظ الأختام                                         | الطيب لوح            | حكومة سلال       |
| 5       | وزير المالية                                                    | عبد الرحمان راوية    |                  |
| 6       | وزير الطاقة                                                     | مصطفى قيطوني         |                  |
| 7       | وزير المجاهدين                                                  | الطيب زيتوني         | حكومة سلال       |
| 8       | وزير الشؤون الدينية والأوقاف                                    | محمد عيسى            | حكومة سلال       |
| 9       | وزير التربية الوطنية                                            | نورية بن غبريت       | حكومة سلال       |
| 10      | وزير التعليم العالي والبحث العلمي                               | الطاهر حجار          |                  |
| 11      | وزير التكوين والتعليم المهنيين                                  | محمد مباركي          |                  |
| 12      | وزير الثقافة                                                    | عز الدين ميهوبي      | حكومة سلال       |
| 13      | وزير البريد والاتصالات السلكية واللاسلكية والتكنولوجيا والرقمنة | هدى إيمان فرعون      | حكومة سلال       |
| 14      | وزير الشباب والرياضة                                            | الهادي ولد علي       |                  |
| 15      | وزير التضامن الوطني والأسرة وقضايا المرأة                       | غنية الدالية         |                  |
| 16      | وزير الصناعة والمناجم                                           | محجوب بدة            |                  |
| 17      | وزير الفلاحة والتنمية الريفية والصيد البحري                     | عبد القادر بوعزقي    |                  |
| 18      | وزير السكن والعمران والمدينة                                    | يوسف شرفة            |                  |
| 19      | وزير التجارة                                                    | أحمد عبد الحفيظ ساسي |                  |
| 20      | وزير الاتصال                                                    | جمال كعوان           |                  |
| 21      | وزير الأشغال العمومية والنقل                                    | عبد الغاني زعلان     |                  |
| 22      | وزير الموارد المائية                                            | حسين نسيب            |                  |
| 23      | وزير السياحة والصناعات التقليدية                                | حسن مرموري           |                  |
| 24      | وزير الصحة والسكان وإصلاح المستشفيات                            | مختار حسبلاوي        |                  |
| 25      | وزير العمل والتشغيل والضمان الاجتماعي                           | مراد زمالي           |                  |
| 26      | وزير العلاقات مع البرلمان                                       | الطاهر خاوة          |                  |
| 27      | وزير البيئة والطاقات المتجددة                                   | فاطمة الزهراء زرواطي |                  |
| 28      | وزير، أمين عام للحكومة                                          | أحمد نوي             |                  |